# Горанін Євген Олегович
Євген Олегович Горанін (20 березня 1986, м. Новополоцьк, СРСР) — білоруський хокеїст, правий захисник. Виступає за «Шахтар» (Солігорськ) у Білоруській Екстралізі. Майстер спорту.
Вихованець СДЮШОР «Хімік» Новополоцьк. Виступав за «Полімір» (Новополоцьк), «Юніор» (Мінськ), «Хімік»-СКА (Новополоцьк), «Динамо» (Мінськ), ХК «Вітебськ», ХК «Брест», «Металург» (Жлобин), «Хімволокно» (Могильов), «Металург» (Жлобин).
У складі національної збірної Білорусі провів 3 матчі. У складі юніорської збірної Білорусі учасник чемпіонатів світу 2003 (група «А») і 2004 (група «А»). У складі молодіжної збірної Білорусі (U-20) учасник чемпіонату світу 2006 (група «А»).
Фіналіст Кубка Білорусі (2010). Переможець молодіжного чемпіонату світу в I дивізіоні 2004 року.